# Rudolf Gustav Klein
Rudolf Gustav Klein (ur. 1921, zm. 29 października 1948 w Landsberg am Lech) – zbrodniarz hitlerowski, członek załogi obozu koncentracyjnego Mauthausen-Gusen i SS-Oberscharführer.
Członek Waffen-SS od lutego 1939. Należał do personelu obozu w Gusen od lutego 1940. Początkowo, do marca 1942, pełnił służbę wartowniczą. Następnie od marca do sierpnia 1942 Klein był asystentem blokowego w Gusen. Był znany w obozie z tego, że znęcał się nad więźniami nieustannie ich kopiąc. Wielu z nich trwale w ten sposób okaleczył. Brał również udział w mordowaniu chorych i niezdolnych do pracy więźniów w drodze tzw. Totbadeaktionen. Klein wraz z innymi esesmanami umieszczał ich pod obozowymi prysznicami, a następnie polewał przez długi czas lodowato zimną wodą, doprowadzając wielu z nich do zgonu w ten sposób.
Rudolf Gustav Klein został osądzony w procesie załogi Mauthausen-Gusen (US vs. Andreas Battermann i inni) przed amerykańskim Trybunałem Wojskowym w Dachau. Wymierzono mu karę śmierci przez powieszenie. Wyrok wykonano pod koniec października 1948 w więzieniu Landsberg.